# Échenay
Échenay és un municipi francès, situat al departament de l'Alt Marne i a la regió del Gran Est.